# Esofagectomia
Per esofagectomia si intende l'asportazione chirurgica totale o parziale dell'esofago.
L'intervento si rende necessario per patologie varie che rendono il canale esofageo stenotico, impedendo il transito degli alimenti sia solidi che liquidi.
Tra le malattie responsabili vi sono:
- Carcinoma dell'esofago, in cui la neoplasia progressivamente infiltra la parete o si accresce nel lume riducendone il calibro
- Esofagite da reflusso dovuta al passaggio patologico (normalmente ciò non avviene) in esofago dei succhi gastrici che risultano irritanti per la mucosa esofagea e vi producono delle erosioni e quindi delle ulcerazioni. Il processo di guarigione di queste ulcerazioni porta alla formazione di cicatrici che progressivamente stenotizzano il viscere.
- Esofagite da ingestione di sostanze caustiche. In questo caso il processo è legato all'ingestione casuale (per errore nei bambini, negli anziani, nei non vedenti) o volontaria, a scopo suicida, di sostanze acide o basiche che determinano lesioni la cui gravità dipende da vari fattori: quantità e concentrazione della sostanza, tempo di transito e di contatto con il viscere. Gli esiti cicatriziali delle lesioni più serie risultano inevitabilmente stenosanti.

L'esofagectomia parziale interrompe il canale esofageo, che viene ricostruito mediante l'affrontamento dei due monconi residui.
Quando l'asportazione dell'esofago è totale, il ripristino del transito avviene sostituendo il viscere asportato. Al suo posto può essere usato lo stomaco che viene tubulizzato o un segmento di intestino tenue o meglio di colon che viene isolato col suo peduncolo vascolare dal tratto intestinale ove risiede e trasposto in sede toracica.

## Galleria d'immagini

Illustrazione che mostra il prima e dopo di un intervento di esofagectomia
Illustrazione prima e dopo una parziale esofagectomia
Illustrazione prima e dopo una esofagectomia totale
Una esofagectomia che utilizza parte del colon per sostituire l'esofago